# Lamasquère
Lamasquère (en occitan gascon La Masquéra) est une commune française située dans le nord du département de la Haute-Garonne en région Occitanie.
Sur le plan historique et culturel, la commune est dans le Pays toulousain, qui s’étend autour de Toulouse le long de la vallée de la Garonne, bordé à l’ouest par les coteaux du Savès, à l’est par ceux du Lauragais et au sud par ceux de la vallée de l’ Ariège et du Volvestre. Exposée à un climat océanique altéré, elle est drainée par le Touch, l'Ousseau, le ruisseau des Barradous, le ruisseau du houssat et par divers autres petits cours d'eau.
Lamasquère est une commune rurale qui compte 1 655 habitants en 2022, après avoir connu une forte hausse de la population depuis 1975. Elle fait partie de l'aire d'attraction de Toulouse. Ses habitants sont appelés les Lamasquérois ou  Lamasquéroises.

## Géographie

### Localisation
La commune de Lamasquère se trouve dans le département de la Haute-Garonne, en région Occitanie.
Elle se situe à 21 km à vol d'oiseau de Toulouse, préfecture du département, et à 7 km de Muret, sous-préfecture.
Les communes les plus proches sont : 
Labastidette (2,4 km), Saint-Clar-de-Rivière (3,0 km), Cambernard (5,3 km), Seysses (5,8 km), Fonsorbes (6,0 km), Lherm (6,1 km), Saint-Lys (6,4 km), Muret (7,0 km).
Sur le plan historique et culturel, Lamasquère fait partie du pays toulousain, une ceinture de plaines fertiles entrecoupées de bosquets d'arbres, aux molles collines semées de fermes en briques roses, inéluctablement grignotée par l'urbanisme des banlieues.
Lamasquère est limitrophe de quatre autres communes.
Les communes limitrophes sont  Muret, Saint-Clar-de-Rivière, Saint-Lys et Seysses.
| Saint-Lys             | Seysses    |       |
| Saint-Clar-de-Rivière | Lamasquère |       |
|                       |            | Muret |

### Géologie
Située sur la dernière terrasse garonnaise, à sol médiocre argilo-calcaire plus ou moins décalcifié terres acides qui pâtissent de la présence en sous-sol d'un conglomérat de galets de diverses tailles, enrobé dans un liant silico-argileux très résistant appelé « grep », bref une terre idéale pour la vigne et le mouton.

### Hydrographie

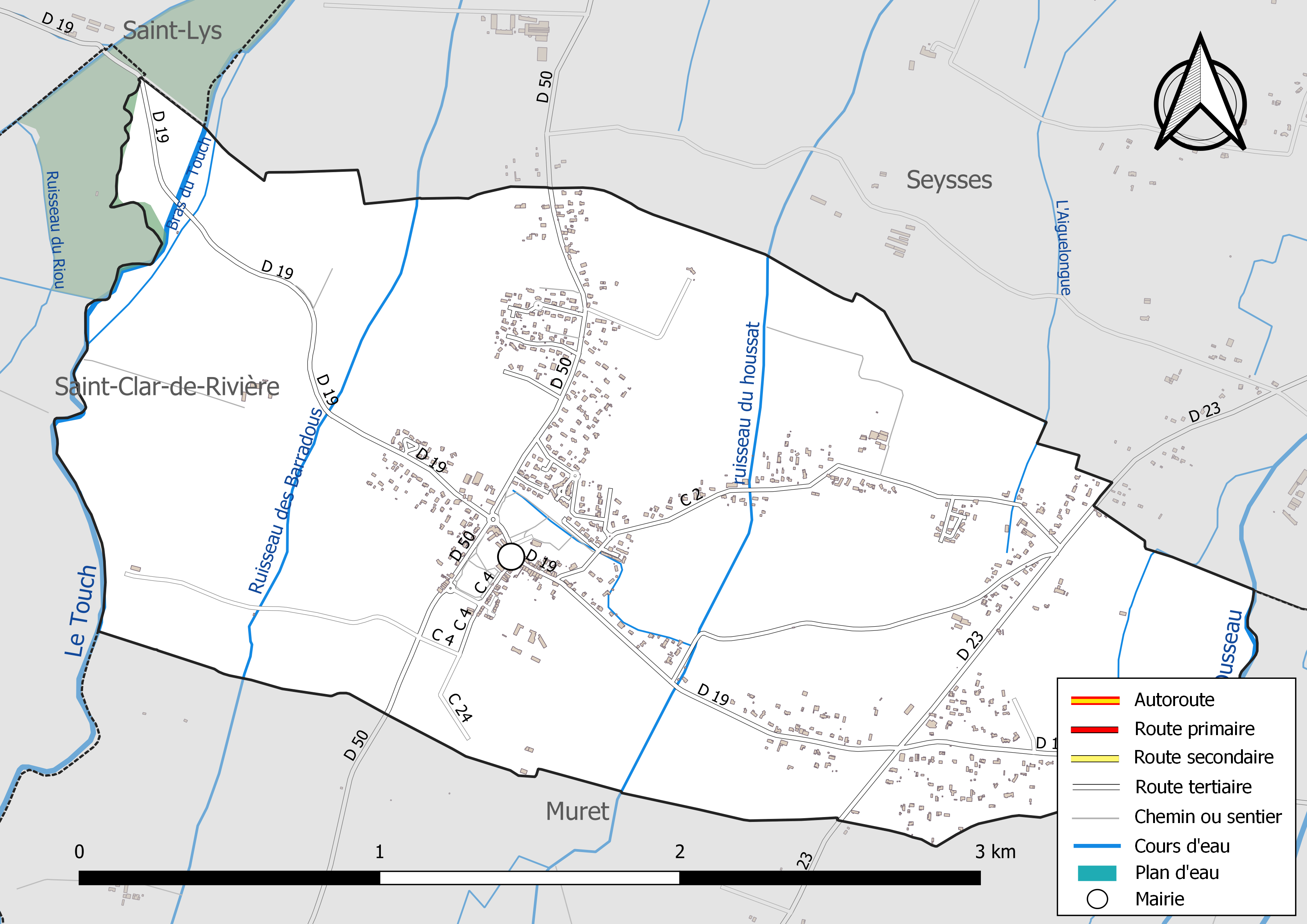
Réseaux hydrographique et routier de Lamasquère.

La commune est dans le bassin de la Garonne, au sein du bassin hydrographique Adour-Garonne. Elle est drainée par le Touch, l'Ousseau, le ruisseau des Barradous, le ruisseau du houssat, un bras du Touch, l'Aiguelongue et par divers petits cours d'eau, constituant un réseau hydrographique de 9 km de longueur totale,.
Le Touch, d'une longueur totale de 74,5 km, prend sa source dans la commune de Lilhac et s'écoule du sud-ouest vers le nord-est. Il traverse la commune et se jette dans la Garonne à Blagnac, après avoir traversé 29 communes.
L'Ousseau, d'une longueur totale de 26,2 km, prend sa source dans la commune de Lherm et s'écoule du sud-ouest vers le nord-est. Il traverse la commune et se jette dans le Touch à Tournefeuille, après avoir traversé 10 communes.

### Climat
Pour des articles plus généraux, voir Climat de l'Occitanie et Climat de la Haute-Garonne.
En 2010, le climat de la commune est de type climat du Bassin du Sud-Ouest, selon une étude s'appuyant sur une série de données couvrant la période 1971-2000. En 2020, Météo-France publie une typologie des climats de la France métropolitaine dans laquelle la commune est exposée à un climat océanique altéré et est dans la région climatique Aquitaine, Gascogne, caractérisée par une pluviométrie abondante au printemps, modérée en automne, un faible ensoleillement au printemps, un été chaud (19,5 °C), des vents faibles, des brouillards fréquents en automne et en hiver et des orages fréquents en été (15 à 20 jours).
Pour la période 1971-2000, la température annuelle moyenne est de 13,1 °C, avec une amplitude thermique annuelle de 15,9 °C. Le cumul annuel moyen de précipitations est de 669 mm, avec 8,8 jours de précipitations en janvier et 5,2 jours en juillet. Pour la période 1991-2020, la température moyenne annuelle observée sur la station météorologique la plus proche, située sur la commune de Lherm à 6 km à vol d'oiseau, est de 13,6 °C et le cumul annuel moyen de précipitations est de 620,4 mm,. Pour l'avenir, les paramètres climatiques de la commune estimés pour 2050 selon différents scénarios d’émission de gaz à effet de serre sont consultables sur un site dédié publié par Météo-France en novembre 2022.

### Milieux naturels et biodiversité
Aucun espace naturel présentant un intérêt patrimonial n'est recensé sur la commune dans l'inventaire national du patrimoine naturel,,.

## Urbanisme

### Typologie
Au 1er janvier 2024, Lamasquère est catégorisée bourg rural, selon la nouvelle grille communale de densité à sept niveaux définie par l'Insee en 2022.
Elle est située hors unité urbaine. Par ailleurs la commune fait partie de l'aire d'attraction de Toulouse, dont elle est une commune de la couronne,. Cette aire, qui regroupe 527 communes, est catégorisée dans les aires de 700 000 habitants ou plus (hors Paris),.

### Occupation des sols

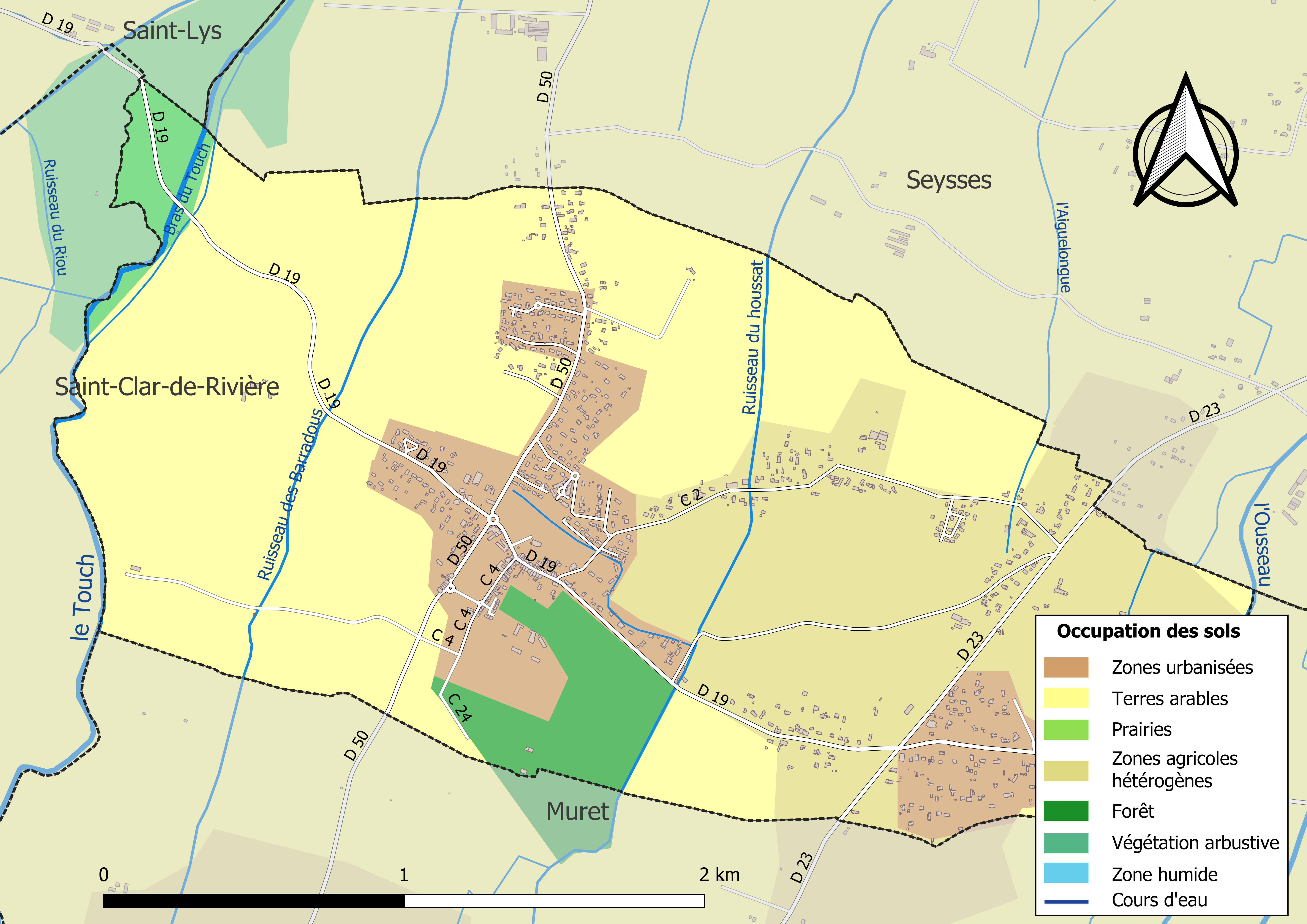
Carte des infrastructures et de l'occupation des sols de la commune en 2018 (CLC).

L'occupation des sols de la commune, telle qu'elle ressort de la base de données européenne d’occupation biophysique des sols Corine Land Cover (CLC), est marquée par l'importance des territoires agricoles (72,2 % en 2018), en diminution par rapport à 1990 (97,9 %). La répartition détaillée en 2018 est la suivante : 
terres arables (48,4 %), zones agricoles hétérogènes (23,8 %), zones urbanisées (21,6 %), forêts (6,2 %). L'évolution de l’occupation des sols de la commune et de ses infrastructures peut être observée sur les différentes représentations cartographiques du territoire : la carte de Cassini (XVIIIe siècle), la carte d'état-major (1820-1866) et les cartes ou photos aériennes de l'IGN pour la période actuelle (1950 à aujourd'hui).

### Lieux-dits ou hameaux
Lavizard, Moundas, l'Aussau.

### Voies de communication et transports
- Par la route :
  - A64, accès par la sortie  34 puis via la D19.

La ligne 321 du réseau Arc-en-Ciel relie le centre de la commune à la gare de Muret, desservie par la ligne D en direction de Toulouse-Matabiau, et la ligne 363 qui relie la commune à la gare routière de Toulouse depuis Rieumes.
- Par le train en gare de Muret :
  - Le réseau TER Occitanie sur la ligne de Toulouse à Bayonne.
  -   Les trains urbains de Toulouse par la ligne D.
- Par l'avion : l'aéroport Toulouse-Blagnac.

### Risques majeurs
Le territoire de la commune de Lamasquère est vulnérable à différents aléas naturels : météorologiques (tempête, orage, neige, grand froid, canicule ou sécheresse), inondations et séisme (sismicité très faible). Un site publié par le BRGM permet d'évaluer simplement et rapidement les risques d'un bien localisé soit par son adresse soit par le numéro de sa parcelle.
Certaines parties du territoire communal sont susceptibles d’être affectées par le risque d’inondation par débordement de cours d'eau, notamment l'Ousseau. La commune a été reconnue en état de catastrophe naturelle au titre des dommages causés par les inondations et coulées de boue survenues en 1982, 1999, 2004, 2009 et 2022,.

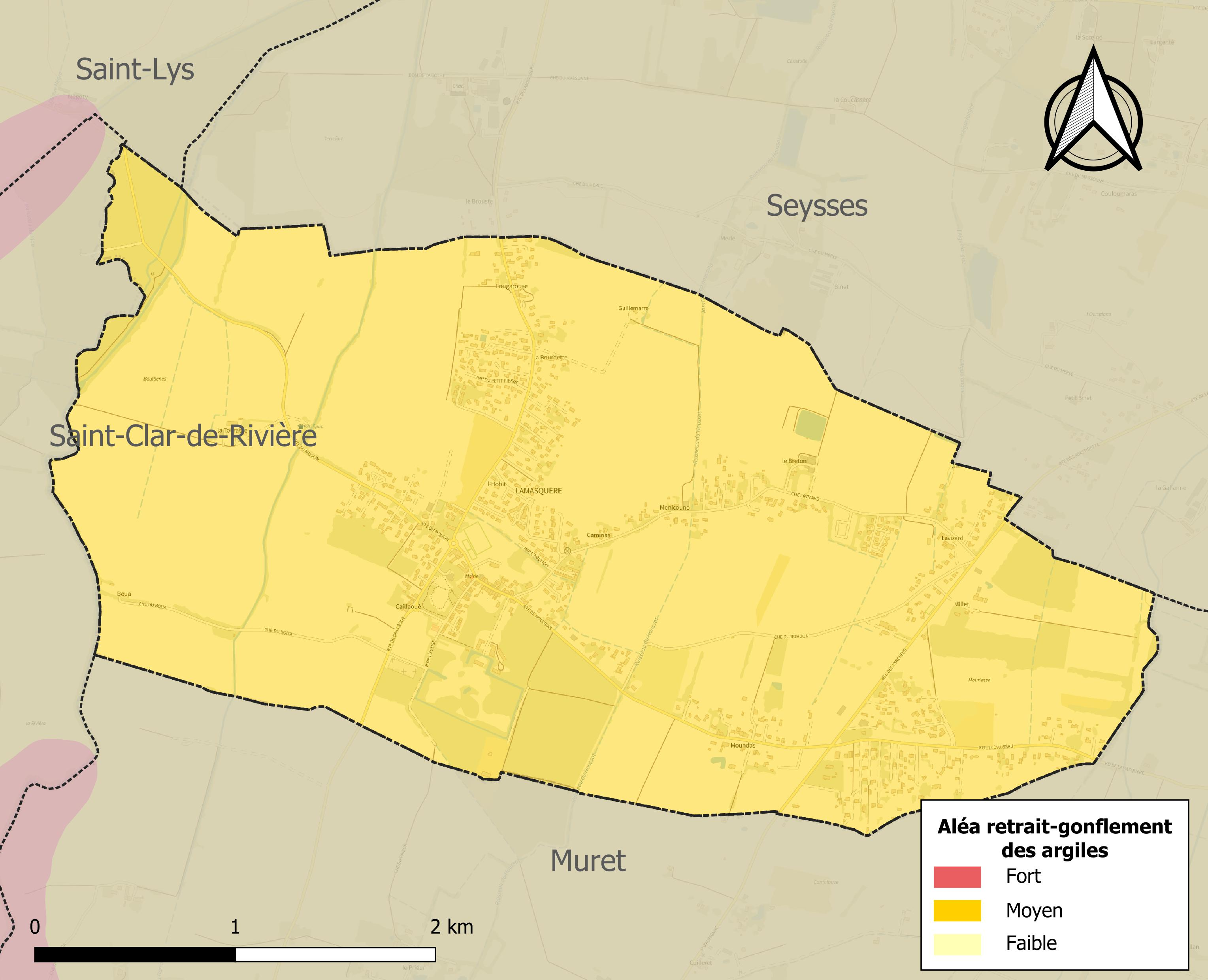
Carte des zones d'aléa retrait-gonflement des sols argileux de Lamasquère.

Le retrait-gonflement des sols argileux est susceptible d'engendrer des dommages importants aux bâtiments en cas d’alternance de périodes de sécheresse et de pluie. La totalité de la commune est en aléa moyen ou fort (88,8 % au niveau départemental et 48,5 % au niveau national). Sur les 563 bâtiments dénombrés sur la commune en 2019, 563 sont en aléa moyen ou fort, soit 100 %, à comparer aux 98 % au niveau départemental et 54 % au niveau national. Une cartographie de l'exposition du territoire national au retrait gonflement des sols argileux est disponible sur le site du BRGM,.
Par ailleurs, afin de mieux appréhender le risque d’affaissement de terrain, l'inventaire national des cavités souterraines permet de localiser celles situées sur la commune.
Concernant les mouvements de terrains, la commune a été reconnue en état de catastrophe naturelle au titre des dommages causés par la sécheresse en 2003 et par des mouvements de terrain en 1999.

## Toponymie
La signification du toponyme Lamasquère demeure obscure. Aucune hypothèse ne peut être avancée avec certitude.

## Histoire
L'origine du village date des sauvetés. Les sauvetés se rattachent au grand mouvement de la paix de Dieu. Il débute en 989, par le concile de Chartroux en Aquitaine.
Son objectif est double :
- Mettre fin aux violences exercées par une aristocratie guerrière et les bandes de brigands, sur les victimes que sont le petit clergé et les paysans.
- défricher la forêt pour avoir des terres nouvelles à cultiver.

Entre 989 et 1040, placées sous la sauvegarde de la Croix, les sauvetés se multiplient et bénéficient d'un statut particulier: droit d'asile et immunité pour les colons quoi qu'ils aient pu faire dans le passé.
Chaque individu qui s'y installe a droit à un lot de terrain : pour sa maison, son vivier, son jardin, à sa charge de faire fructifier la terre ; le tout étant géré et supervisé par les moines.
Au XIe siècle, Lamasquère avait une activité agricole, pastorale et viticole (les écrits de cette époque parlent de la qualité de la viande, due aux riches pâtures bordant le Touch, et du commerce du vin). De 1175 à 1656, les seigneurs de Lamasquère sont des Masqueras inféodés aux comtes de Comminges. En 1656, Lamasquère passe sous l'autorité des comtes de Muret.
En 1697, Jean de Catellan, seigneur de Lamasquère, reçoit en sa demeure une parente, Marie-Claire de Catellan, seigneuresse de Portel (dans l'Aude, à côté de Sigean) née à Narbonne le 21 mars 1662.
C'est la littérature qui l'attira dans la région toulousaine. Entre 1712 et 1715, les Jeux Floraux l'ont couronnée quatre fois et, récompense suprême, elle obtint, en 1717, l'amarante d'or, symbole de persévérance et d'immortalité et fut nommée, chose unique dans cet aréopage d'hommes, académicienne. C'est ainsi que trois siècles avant Marguerite Yourcenar, Lamasquere offrait à la France sa première académicienne. Elle mourut à Lamasquère le 19 novembre 1745. Elle repose au cœur de l'église de Lamasquère. Sa tombe a été inscrite au patrimoine des monuments historiques le 8 mai 1924, ainsi qu'une cloche datant de 1588.

## Politique et administration

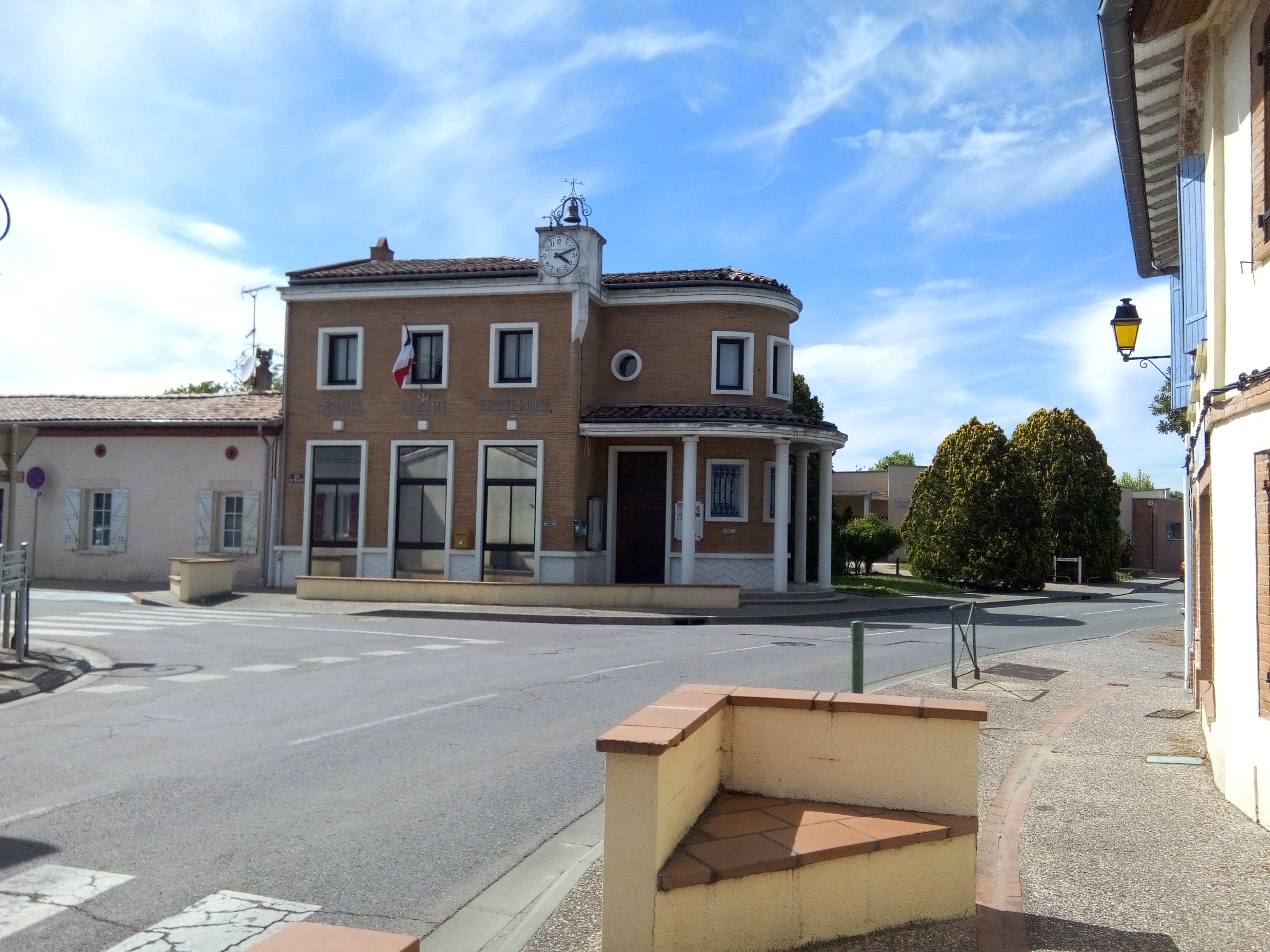
La mairie

### Administration municipale
Le nombre d'habitants au recensement de 2017 étant compris entre 500 habitants et 1 499 habitants, le nombre de membres du conseil municipal pour l'élection de 2020 est de quinze,.

### Rattachements administratifs et électoraux
Commune faisant partie de la sixième circonscription de la Haute-Garonne, du Muretain Agglo et du canton de Muret (avant le redécoupage départemental de 2014, Lamasquère faisait partie de l'ex-canton de Saint-Lys) et avant le 1er janvier 2017 à la communauté de communes d'Axe-Sud.

### Liste des maires
| Période   | Période  | Identité          | Étiquette | Qualité                                               |
| --------- | -------- | ----------------- | --------- | ----------------------------------------------------- |
| mars 1989 | 2014     | Jean-Claude Bourg | PCF       |                                                       |
| mars 2014 | mai 2020 | Brigitte Moran    | DVG       | Employée                                              |
| mai 2020  | En cours | Christelle Matheu |           | Responsable du Service intercommunal d’action sociale |

## Population et société

### Démographie
| 1793 | 1800 | 1806 | 1821 | 1831 | 1836 | 1841 | 1846 | 1851 |
| ---- | ---- | ---- | ---- | ---- | ---- | ---- | ---- | ---- |
| 248  | 237  | 264  | 312  | 322  | 321  | 322  | 341  | 356  |

| 1856 | 1861 | 1866 | 1872 | 1876 | 1881 | 1886 | 1891 | 1896 |
| ---- | ---- | ---- | ---- | ---- | ---- | ---- | ---- | ---- |
| 379  | 360  | 346  | 328  | 344  | 364  | 386  | 368  | 325  |

| 1901 | 1906 | 1911 | 1921 | 1926 | 1931 | 1936 | 1946 | 1954 |
| ---- | ---- | ---- | ---- | ---- | ---- | ---- | ---- | ---- |
| 321  | 320  | 285  | 268  | 251  | 239  | 243  | 235  | 253  |

| 1962 | 1968 | 1975 | 1982 | 1990 | 1999 | 2006  | 2011  | 2016  |
| ---- | ---- | ---- | ---- | ---- | ---- | ----- | ----- | ----- |
| 280  | 309  | 426  | 588  | 715  | 873  | 1 108 | 1 364 | 1 431 |

| 2021  | 2022  | - | - | - | - | - | - | - |
| ----- | ----- | - | - | - | - | - | - | - |
| 1 607 | 1 655 | - | - | - | - | - | - | - |

| selon la population municipale des années : | 1968 | 1975 | 1982 | 1990 | 1999 | 2006 | 2009 | 2013 |
| Rang de la commune dans le département      | 175  | 190  | 178  | 160  | 151  | 140  | 135  | 128  |
| Nombre de communes du département           | 592  | 582  | 586  | 588  | 588  | 588  | 589  | 589  |

### Enseignement
Lamasquère fait partie de l'académie de Toulouse.
La commune possède une école maternelle et une école élémentaire.

### Culture
Médiathèque, comité des fêtes, danse country, zumba, Football, Karaté et Yoga energies.

### Activités sportives
Gymnastique, football, karaté, kung-fu, pétanque, centre équestre, tennis,

### Écologie et recyclage
La collecte et le traitement des déchets des ménages et des déchets assimilés ainsi que la protection et la mise en valeur de l'environnement se font dans le cadre de la communauté de communes d'Axe-Sud.

## Économie

### Revenus
En 2018  (données Insee publiées en septembre 2021), la commune compte 558 ménages fiscaux, regroupant 1 490 personnes. La médiane du revenu disponible par unité de consommation est de 23 860 € (23 140 € dans le département).

### Emploi
|                | 2008  | 2013  | 2018  |
| -------------- | ----- | ----- | ----- |
| Commune        | 5,1 % | 5,1 % | 8 %   |
| Département    | 7,7 % | 9,6 % | 9,3 % |
| France entière | 8,3 % | 10 %  | 10 %  |

En 2018, la population âgée de 15 à 64 ans s'élève à 977 personnes, parmi lesquelles on compte 81,2 % d'actifs (73,3 % ayant un emploi et 8 % de chômeurs) et 18,8 % d'inactifs,. Depuis 2008, le taux de chômage communal (au sens du recensement) des 15-64 ans est inférieur à celui de la France et du département.
La commune fait partie de la couronne de l'aire d'attraction de Toulouse, du fait qu'au moins 15 % des actifs travaillent dans le pôle,. Elle compte 134 emplois en 2018, contre 112 en 2013 et 100 en 2008. Le nombre d'actifs ayant un emploi résidant dans la commune est de 722, soit un indicateur de concentration d'emploi de 18,6 % et un taux d'activité parmi les 15 ans ou plus de 69,3 %.
Sur ces 722 actifs de 15 ans ou plus ayant un emploi, 90 travaillent dans la commune, soit 13 % des habitants. Pour se rendre au travail, 90,8 % des habitants utilisent un véhicule personnel ou de fonction à quatre roues, 3,3 % les transports en commun, 2,5 % s'y rendent en deux-roues, à vélo ou à pied et 3,3 % n'ont pas besoin de transport (travail au domicile).

### Activités hors agriculture

#### Secteurs d'activités
82 établissements sont implantés  à Lamasquère au 31 décembre 2019. Le tableau ci-dessous en détaille le nombre par secteur d'activité et compare les ratios avec ceux du département,.
| Secteur d'activité                                                                                        | Commune | Commune | Département |
| Secteur d'activité                                                                                        | Nombre  | %       | %           |
| --- | ------- | ------- | ----------- |
| Ensemble                                                                                                  | 82      | 100 %   | (100 %)     |
| Industrie manufacturière, industries extractives et autres                                                | 5       | 6,1 %   | (5,7 %)     |
| Construction                                                                                              | 17      | 20,7 %  | (12 %)      |
| Commerce de gros et de détail, transports, hébergement et restauration                                    | 20      | 24,4 %  | (25,9 %)    |
| Information et communication                                                                              | 4       | 4,9 %   | (4,1 %)     |
| Activités financières et d'assurance                                                                      | 1       | 1,2 %   | (3,8 %)     |
| Activités immobilières                                                                                    | 4       | 4,9 %   | (4,2 %)     |
| Activités spécialisées, scientifiques et techniques et activités de services administratifs et de soutien | 18      | 22 %    | (19,8 %)    |
| Administration publique, enseignement, santé humaine et action sociale                                    | 8       | 9,8 %   | (16,6 %)    |
| Autres activités de services                                                                              | 5       | 6,1 %   | (7,9 %)     |

Le secteur du commerce de gros et de détail, des transports, de l'hébergement et de la restauration est prépondérant sur la commune puisqu'il représente 24,4 % du nombre total d'établissements de la commune (20 sur les 82 entreprises implantées  à Lamasquère), contre 25,9 % au niveau départemental.

#### Entreprises et commerces
Les trois entreprises ayant leur siège social sur le territoire communal qui génèrent le plus de chiffre d'affaires en 2020 sont : 
- Mtc-Methodes Et Techniques De Construction, travaux de maçonnerie générale et gros œuvre de bâtiment (592 k€)
- 2Tms - Menuiserie Service, travaux de menuiserie bois et PVC (105 k€)
- Robusta Code, programmation informatique (94 k€)

L'agriculture basée sur la culture de céréales (maïs, blé…) a encore une place importante mais tend à diminuer en faveur de zones résidentielles liées à la proximité de l'agglomération toulousaine.

### Agriculture
|               | 1988 | 2000 | 2010 | 2020 |
| ------------- | ---- | ---- | ---- | ---- |
| Exploitations | 15   | 11   | 10   | 7    |
| SAU (ha)      | 374  | 468  | 402  | 468  |

La commune est dans les « Coteaux du Gers », une petite région agricole occupant une partie nord-ouest du département de la Haute-Garonne, caractérisée par une succession de coteaux peu accidentés, les surfaces cultivées étant entièrement dévolues aux grandes cultures. En 2020, l'orientation technico-économique de l'agriculture  sur la commune est la culture de céréales et/ou d'oléoprotéagineuses. Sept exploitations agricoles ayant leur siège dans la commune sont dénombrées lors du recensement agricole de 2020 (15 en 1988). La superficie agricole utilisée est de 468 ha,,.

## Culture locale et patrimoine

### Lieux et monuments
L'église Saint-Martin, bien qu'antérieure à 1522, n'a aucune architecture caractéristique sauf un clocher-mur typique du Languedoc.
La caractéristique de Lamasquère, c'est son parc au cœur du village propriété de la commune.

### Personnalités liées à la commune
- Jean-Marie de Catellan, seigneur de Lamasquère, conseiller au Parlement de Toulouse, évêque de Rieux.
- Marie-Claire-Marguerite-Priscille de Catellan, poétesse et femme de lettres.
- Laetitia Salles joueuse de rugby à XV.

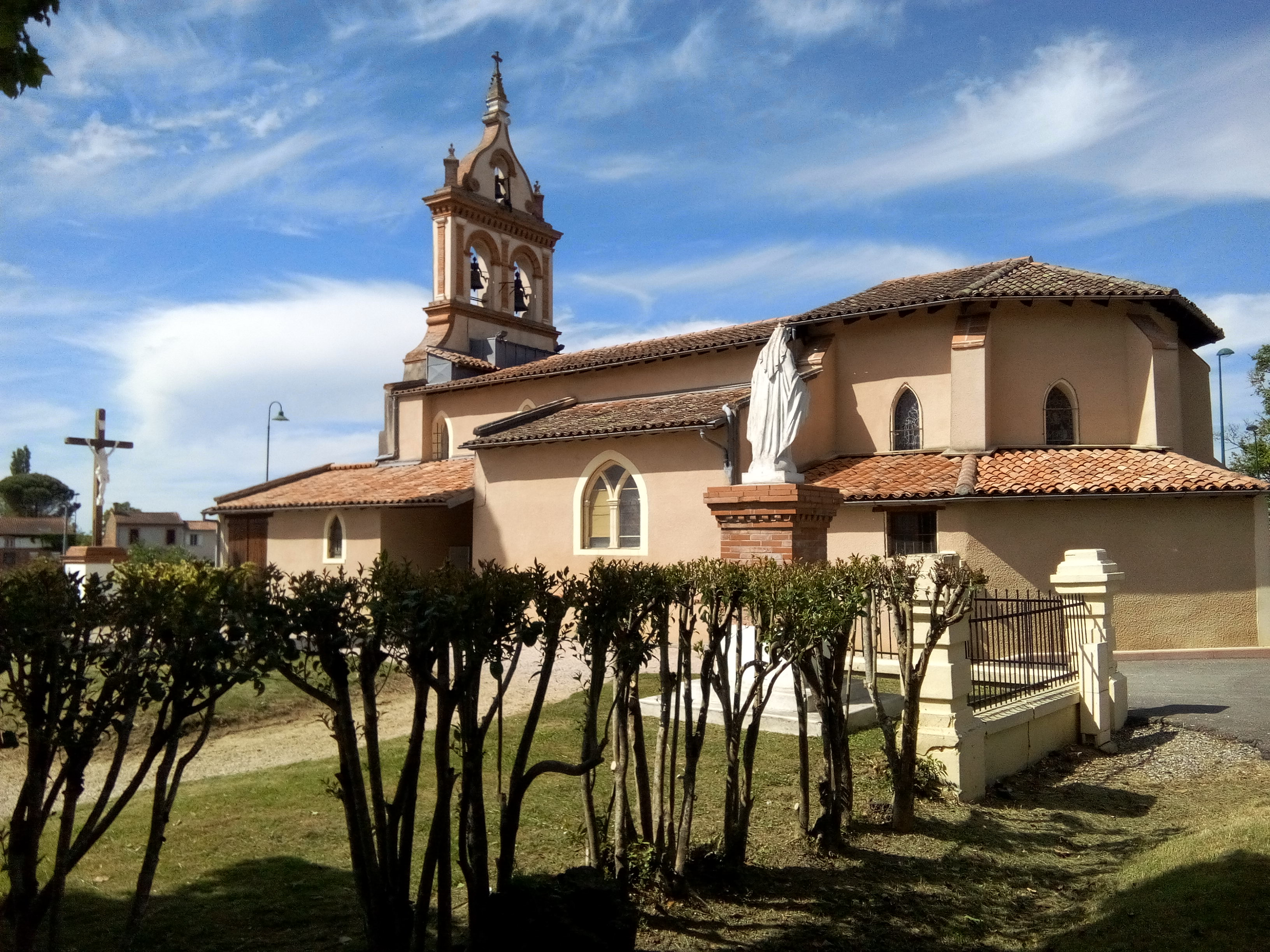
L'église de Lamasquère
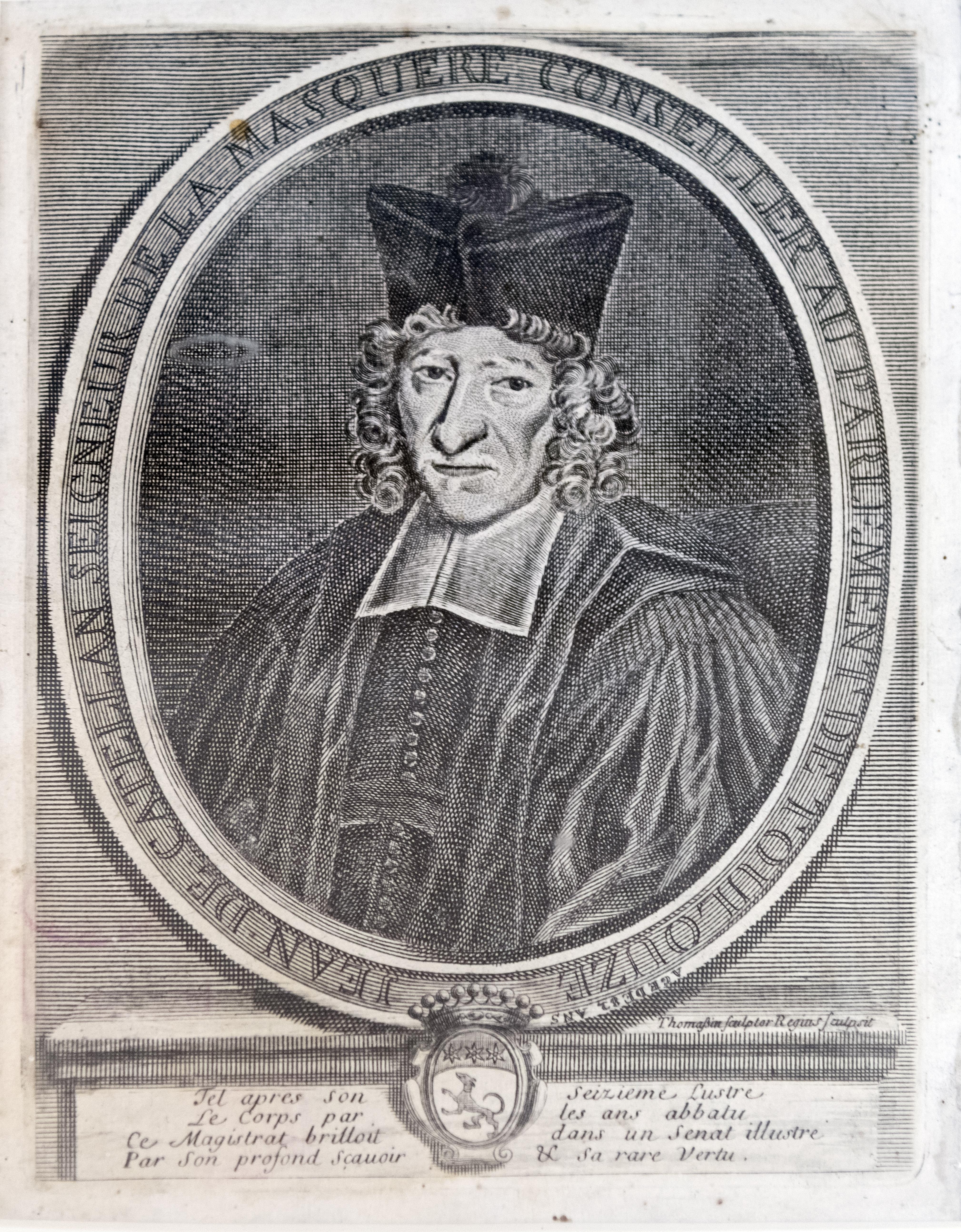
Jean-Marie de Catellan

## Pour approfondir